# Distonia mioclonica
Per  distonia mioclonica  in campo medico, si intende una sindrome neurologica "distonia-plus" con presenza di mioclono e tremore, un insieme di manifestazioni di tipo ereditario-famigliare a carattere dominante che comportano disfunzioni del movimento (discinesia); sintomi di distonia mioclonica si manifestano in varie patologie. Qua è trattata la forma genetica (DTY1, DTY2, DTY3 fino a DTY11 ecc.).
Le più comuni sono la DTY1 e la DTY11.
Solitamente ci si riferisce ad esse come sindrome da distonia mioclonica (MDS), che è caratterizzata da distonia lieve-moderata associata a scosse miocloniche; è chiamato anche mioclono essenziale o sindrome mioclono-distonia. Spesso può presentarsi geneticamente in soggetti che soffrono anche di disordini psichiatrici come i disturbi d'ansia o il disturbo ossessivo-compulsivo.

## Eziologia
La distonia mioclonica è una patologia neuromuscolare. La sintomatologia può apparire di derivazione extrapiramidale ma più solitamente la causa è genetica, causata dal gene SGCE legato al cromosoma mappato in 11q23, una proteina transmembrana parte del complesso glicoproteico associato alla distrofina dei muscoli scheletrici e cardiaci, per cui il sarcolemma dei muscoli volontari reagisce in maniera eccessiva con ipereccitabilità agli stimoli del sistema nervoso periferico e centrale (specialmente del globo pallido o del cervelletto: il primo ha un'azione principalmente inibitoria che equilibra l'azione eccitatoria del secondo), come nell'ipereccitabilità muscolare; è possibile anche un disturbo congenito nelle aree cerebrali coinvolte. I motoneuroni e il sistema nervoso autonomo sovrastimolano i muscoli tramite il rilascio del neurotrasmettitore acetilcolina.
La MDS si associa spesso anche a sintomi psichiatrici collegati alla mancanza di serotonina (depressione, ansia, attacchi di panico, disturbo ossessivo-compulsivo, disturbi della personalità) e alcolismo; non si sa se si tratta di un effetto reattivo, emotivo o farmacologico, o se ci siano problemi in comune nei gangli della base, come indicherebbe assai probabile l'alta comorbilità tra i portatori di uno specifico cromosoma in comune con il DOC.
Il gene è ad imprinting materno e, nel 95% dei casi, i pazienti che ereditano la mutazione dalla madre mantengono un buono stato di salute, mentre quelli che lo ereditano per via paterna sviluppano la MDS. Talvolta accadono mutazioni spontanee, per cui la malattia si manifesta senza che nessuno dei genitori sia portatore.
Esistono tipologie simili legate ad altri geni, a volte sconosciuti. Se la causa precisa non è individuata di parla di distonia mioclonica idiopatica.

## Sintomatologia

Distonia alle mani di un paziente

Miochimia palpebrale

La malattia esordisce nella prima o seconda decade di vita. Il mioclono in genere è il primo segno, solitamente causato da attività motorie complesse, come il disegno e la scrittura, come nel crampo dello scrivano (un tipo di distonia focale), quindi dopo sforzo, in seguito anche spontaneo; non va confuso con la miotonia. Tali fenomeni possono essere dolorosi.
I movimenti interessano inizialmente soprattutto collo, braccia e tronco, ma anche gambe o laringe. Nei 2/3 dei pazienti vi è anche come distonia cervicale e distonia focale (es. blefarospasmo o nei casi lievi semplice miochimia palpebrale), stabile nel tempo. La distonia diviene poi generalizzata, ossia appare in molti punti diversi.
La MDS può presentarsi con il tremore essenziale o col tremore intenzionale, anche se molti distinguono il tremore distonico (più irregolare) da quello essenziale, con gli spasmi e le fascicolazioni, e la sindrome delle gambe senza riposo.

## Diagnosi
La diagnosi è basata sui segni clinici e l'esame genetico-molecolare, dato che reperti di altro tipo come le neuroimmagini sono regolari.

### Diagnosi differenziale
La diagnosi differenziale è con distonia cervicale, distonia sensibile alla dopamina, epilessia mioclonica di vario tipo (es. sindrome di Janz, epilessia mioclonica progressiva, ecc.), miopatia, neuropatia, sindrome di Isaacs, sindrome di Tourette, sindrome dell'uomo rigido, mioclono corticale familiare, altre forme di distonia mioclonica non primaria (ad es. nella malattia di Wilson o nella demenza frontotemporale), sclerosi multipla, parkinsonismi, atassia spinocerebellare tipo 3 (SCA3) e tipo 14 (SCA14), atassia opsoclono-mioclono, encefalopatie, malattia di Lyme con neuroborreliosi, tetania, atassia con deficit isolato di vitamina E, patologie genetiche che presentanto mioclono (malattia di Unverricht-Lundborg, malattia di Lafora) e forme secondarie di distonia dovute ad altre malattie o cause.

## Terapia
Il trattamento è simile alle altre distonie miocloniche, farmacologico e fisioterapico, ma non essendo possibile trattare la causa, la terapia è solo sintomatica, con miorilassanti, tossina botulinica a bassissima dose, anticonvulsivanti come acido valproico e la benzodiazepina clonazepam, la cannabis ad uso medico, un moderato consumo di bevande alcoliche, a volte la stimolazione cerebrale profonda o intervento chirurgico diretto (entrambi sul globus pallidus interno) in casi estremi di grave invalidità.
I pazienti hanno un'aspettativa di vita normale, ma in casi gravi la qualità di vita può essere compromessa.